# Beásott folyó
A beásott folyó olyan folyó amelynek rendszerint viszonylag keskeny ágya egy kanyonban van, ártere pedig szűk, vagy alig van. Az ilyen folyók gyakran erősen kanyargóak. 
Beásott folyó akkor keletkezik, ha környezete geológiailag gyors ütemben kiemelkedik, vagy ha valamely okból az erózió gyorsan mélyíti a folyóágyat és a folyó gyorsabban ássa be magát, mint ahogy megváltoztathatná folyásának irányát. Ha az alapszint relatív csökkenése előtt a folyónak meanderei voltak, a meanderek sziklafalak közé mélyülve rögzülhetnek. 
Beásott folyó például a Kígyó folyó Idahóban és a Colorado-fennsík sok folyója.

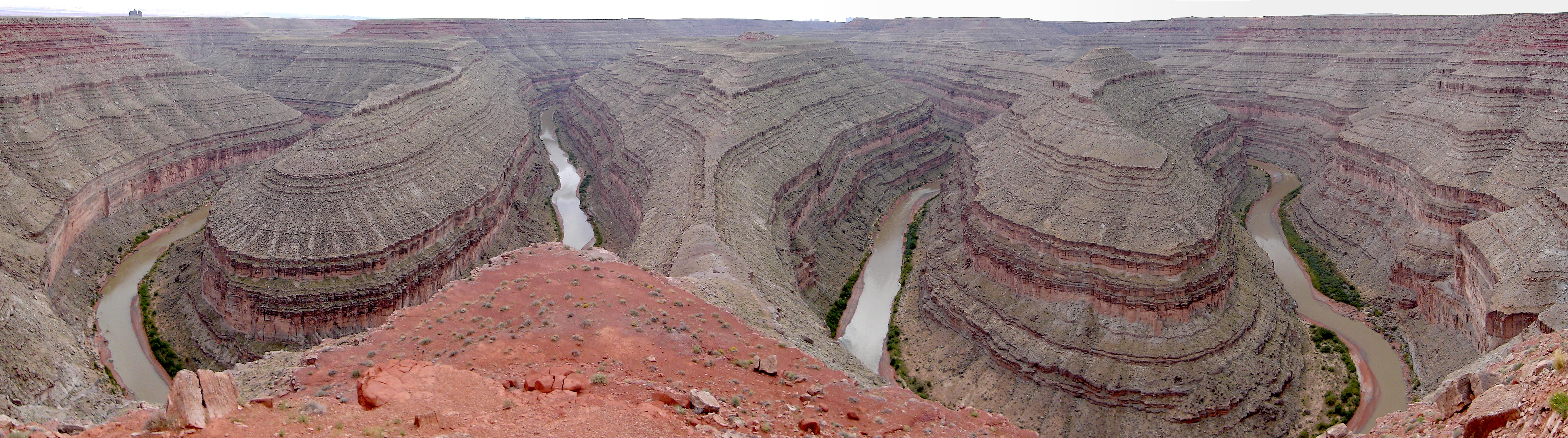
Libanyak Állami Park (Gooseneck State Park), Utah - a San Juan folyó beásott meanderei.